# 电力捕鱼

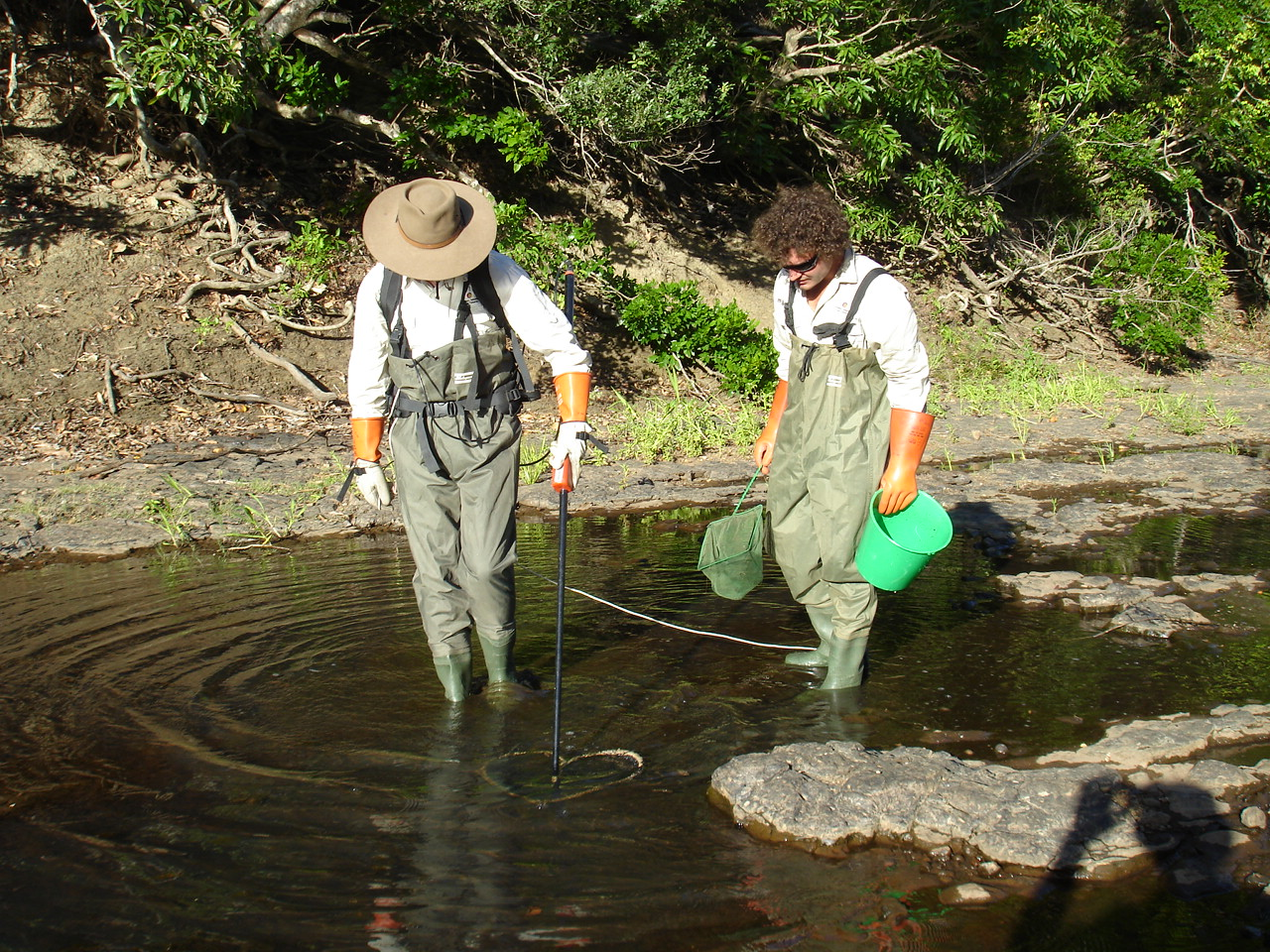
科学家在电力捕鱼。

電力捕鱼（英語：Electrofishing，日文：電気ショック漁法），簡稱電魚，是使用電力捕獲或控制魚類的一種技術。其效果是捕魚數量多、成本低、操作簡單，過去被商業捕魚廣泛使用，現在則以漁業管理或生態調查的學術研究用途為主。然而，電魚會對周邊電力可及水域生態系統造成一定的破壞性，同時對使用者也有觸電危險，所以目前這種捕魚方法在絕大多數國家是禁止個人和休閒捕魚使用的，但仍會因為各地區漁業管理和執法方面的漏洞而屢禁不止。

## 歷史

### 發明及使用
電力捕魚技術最早可以追溯到西元1863年，由英國人伊沙姆·巴格斯（Isham Baggs）提出的專利申請「改進麻痹、捕獲或殺死魚類、鳥類和其他動物的方法和裝置（Improvements in the Means of and Apparatus for Paralysing, Capturing or Killing Fish, Birds and Other Animals）」，直到1920年代後，電魚才開始被廣泛地應用於河川、溪流等流域中，其方法為一人背負蓄電瓶，將通電流之魚竿尖端插入水中，使魚體觸電麻痺而浮起，再用小網撈捕。
電力捕魚技術應用於海洋環境，則在西元1949年後才開始有使用紀錄，多以海上漁船拖網接上電纜，配合交流發電機及變壓器使用，當其拖曳時，通電流使底層之魚蝦觸電跳起，並加以捕捉，也是俗稱「電拖網」、「電底拖」的方法。由於鹹水導電率高於魚本身導電率的關係，電魚在海中使用的效果較差，主要還是以在淡水環境中使用為主。

由於此技術的便攜性和多元使用，在第二次世界大戰後，各地在漁業管理和生態調查方面會採用電魚的方式進行，如：族群評估、生態分布、消除外來或有害物種等，其優點為不需要對場地進行初步準備、所需操作人員數量少，並且在適當控制下，魚類僅會遭電暈，紀錄完畢後可野放回水中，然若有操作不慎，可能會對魚類身體機能造成傷害或死亡。透過選擇適當的方法，以及對人員進行適當的培訓、累積設備的使用經驗等，皆能降低此類負面效應，藉此提高捕撈效率，從而取得採樣的標準。

### 在臺灣發展
日治時期，政府十分重視河川保護，一旦發現違法捕魚行為，必定嚴正懲戒。隨著戰後民國政府來臺，電力捕魚大約在民國40年代初期開始，在臺灣本島的河川和溪流中被廣泛使用，後因農田或漁村中電氣盜捕的風氣日趨嚴重，臺灣省政府漁業管理處於民國59年（西元1970年）4月30日修正公布《中華民國漁業法》第51條，增訂非漁業人採捕方法之限制及電器捕魚之禁止，並配合各地方政府訂定治安單位的競賽獎勵方法，加強取締。
然而，到了民國60-70年代（西元1970-1980年間），國內正值經濟起飛、工業盛行，「重經濟、輕環保」的開發意識，再次造成河川、溪流、海岸的過度捕撈丶毒電炸魚以及污染等人為破壞，對於生態環境破壞甚劇。直到民國70年代（西元1980年代）後，養殖漁業蓬勃發展，加上中央政策宣導，於民國91年（西元2002年）6月19日修正公布第48條條文，規定採捕水產動植物，除為試驗研究目的並且經中央或直轄市主管機關許可者外，其餘均不得使用電氣或其他麻醉物，電魚風氣才逐漸消失，但直至今日，仍時有臺灣民眾私下鋌而走險、或是外籍漁船越界前來臺灣海域電魚的違法行徑傳出。

## 物理原理
电力捕鱼时，因电流强度的不同，鱼类会产生三种反应，分别是：感电反应、趋阳反应、麻痹反应。

### 感電反應
使用最小電壓或臨界電壓捕魚時，魚類感知到電壓後，會顫動和逃避。

### 趨陽反應
中等電壓捕魚時，魚類會迅速向陽極方向逃走，在交流電場的魚群就會停滯不前。

### 麻痺反應
趨陽電場強度繼續提高，魚類就會昏迷麻痹，呼吸減弱，腹部上翻，最後被電壓擊斃。

## 危害[6]

### 生態環境
電力捕魚期間，不論大小魚類，全部都難以逃被電死的下場，雖然有時候魚類只是被電暈，但有可能損害其性腺，導致魚類不孕、魚卵無法正常發育、甚至產生畸型後代。除了魚類本身外，電魚也對水中魚蝦卵、稚仔、植物、浮游生物、其他無脊椎動物造成傷害或死亡，使生物物種數和豐度大幅下降，水域生態和漁業資源嚴重衰退，無異是趕盡殺絕的行為。由於魚類被電死之後，屍體在水中腐爛變質，也會造成水質的污染。

### 對人體影響
電力捕魚對人體也有危險，有時人們為了獲取更大的捕撈效益，經常使用更高的電壓，若設備漏電或人體在水中防護措施不當，則會觸電並受傷，嚴重甚至死亡。

## 相關法例
- 《中華民國漁業法》第48條非經核准不得使用之採捕方法：採捕水產動植物，不得以左列方法為之：三、使用電氣或其他麻醉物，然為試驗研究目的，經中央或直轄市主管機關許可者，不受前項之限制。[7]

## 外部連結
- Delaware Division of Fish and Wildlife, Fish Monitoring via Electrofishing （页面存档备份，存于）
- Electrofishing Effects on Endangered Fishes （页面存档备份，存于）
- International electrofishing email forum （页面存档备份，存于）
- Electrofishing （页面存档备份，存于）
- 魚類河川棲地適合度調查技術 （页面存档备份，存于）